# 문규박
문규박(1984년 10월 28일 ~ )은 대한민국의 희극인이다. 출생지는 경상북도 안동시이며, 예원예술대학교를 졸업하였다. 그리고 2006년 MBC 코미디 《개그야》로 데뷔하였다.

## 방송
- 《하땅사》(MBC) - C 패밀리 역
- 《코미디 빅리그》- 시즌1 아3인 〈관객 모욕〉
- 《코미디 빅리그》- 시즌2 배꼽빼리아 〈강남 인생〉외 코너 3개
- 《코미디 빅리그》- 시즌3 이개인 〈리얼티비〉[1], 〈싸움의 기술〉(악당 역)
- 《코미디 빅리그》- 정규시즌 이개인 〈리얼연애〉

<변합지졸>
<생계형 건달>
<갑과 을>
<흔남흔녀>
<희극지왕>(문따거 역)
<초저가 항공>
<직업의 정석>(웨이터 마리오 역)
<엑스트라>(소품담당 스태프 역)
<B.O.B 패밀리>
<공개수배>
- 《막돼먹은 영애씨 시즌 13》 - 문규박 역
- 《아침마당》(KBS1)
- 《웃찾사》(SBS)
- 《미생물》(tvN)
- 《칠전팔기 구해라》 (Mnet)

## 유행어
- "딱 보면 몰라?" - 코미디빅리그 <갑과 을>
- "도와줘요, 두꺼비아저씨!" - 코미디빅리그 <희극지왕>